# M6 (Storbritannien)

Lägeskarta.

M6 är en motorväg i Storbritannien som går mellan Rugby i England och Gretna i södra Skottland. Motorvägen utgår från en trafikplats vid Rugby där den ansluter till M1 från London och går sedan via Coventry, Birmingham, Wolverhampton, Stoke-on-Trent, Manchester, Liverpool, Preston och Carlisle vidare till Gretna, strax norr om gränsen mellan England och Skottland. Där byter motorvägen nummer till A74(M), och fortsätter sedan via M74 mot Glasgow.
Den första delen av M6, vid Preston, öppnades 1958 och var den första motorvägssträckan i Storbritannien. Det sista motorvägsavsnittet som kopplade ihop M6 och M74, mellan Carlisle och Gretna, stod klart 2008. Tidigare var denna del fyrfältsvägen A74. Det har funnits planer på att omnumrera A74(M) och M74 till M6 när hela sträckan blev motorväg, eftersom den utgör en enda sammanhängande förbindelse. Det skotska självstyrets regering har dock tills vidare bestämt sig för att inte genomföra någon omnumrering, för att markera skillnaden mellan England och Skottland.
M6 är en av Storbritanniens mest trafikerade motorvägar och är också en av de mest trafikerade i Europa. Vid Birmingham passerar M6:an den berömda trafikplatsen Spaghetti Junction.
Från M1 och fram till Birmingham följer europavägen E24 M6. Från Birmingham följer i stället E5 M6.